# ليبوك (صحيفة)
ليبوك (بالفرنسية: L'époque)‏ وتعني الحقبة أسبوعية جزائرية إخبارية تصدر باللغة الفرنسية. تديرها باية قاسمي مقرها 1 حي محمد ناجي الجزائر العاصمة.

## وصلات خارجية
- معلومات عن أسبوعية ليبوك من موقع بوابة الصحافة الجزائرية.